# Actinostephanus haeckeli
Actinostephanus haeckeli is een zeeanemonensoort uit de familie Actinodendronidae.
Actinostephanus haeckeli is voor het eerst wetenschappelijk beschreven door Kwietniewski in 1897.